# هلو
هُلو یا شفتالو میوه آبدار درخت هلو (نام علمی: Prunus Persica) و دارای هستهٔ سخت، گوشتِ زرد، یا نسبتاً سفید و پوستی مخملی است. بر اساس چسبیدن گوشت به هسته، این میوه به دو دسته هستهٔ جدا و هستهٔ چسب تقسیم می‌شود. نوعی دیگر از خانواده هلو است، که در ایران شفتالو به میوه دیگری غیر از هلو گفته می‌شود که از هلو شیرین‌تر است، به بزرگی هلو نیست، هسته‌اش همیشه چسبیده‌ است و پوست آن از هلو کرکِ کمتری دارد که رنگش کمی متفاوت‌تر از هلو است، و برگهٔ آن مرغوب‌تر از هلو است. 
یکی دیگر از میوه‌هایی که تا حدِ زیادی با هلو ارتباط دارد شلیل است. ارتباط شلیل‌ با هلو تا حدی است که در واقع گاهی محصولات هلو حاوی تعداد کمی شلیل است و برعکس. شلیل در واقع نوعی هلو با ژن مغلوب است که میوه‌های بدون کرک تولید می‌کند. گزارش آمار جهانی نشان دهنده این امر است که هلو پرطرفدارترین میوه در کل جهان از نظر طعم و مزه است. از دیگر ارقام هلو، هلو انجیری یا هلو کتابی است. هلو میوه بومی ایران محسوب می‌شود. 

## بزرگترین تولیدکنندگان هلو در جهان
| تولید جهانی در سال ۲۰۲۰                      | تولید جهانی در سال ۲۰۲۰ |
| کشور                                         | میلیون تن               |
| -------------------------------------------- | ----------------------- |
| چین                                          | ۱۵                      |
| اسپانیا                                      | ۱٫۳۱                    |
| ایتالیا                                      | ۱٫۰۲                    |
| ترکیه                                        | ۰٫۸۹                    |
| یونان                                        | ۰٫۸۹                    |
| ایران                                        | ۰٫۶۶                    |
| ایالات متحده آمریکا                          | ۰٫۵۶                    |
| World                                        | ۲۴٫۵۷                   |
| Source: UN Food and Agriculture Organization |                         |

## ویژگی‌های درخت
هلو بومی مناطق گرم چین است. هلو در شرایط آب‌وهوایی با تابستان گرم، بهتر می‌روید و مقاومت زمستانه آن متوسط است. مقاومت هلو نه‌تنها کمتر از سیب و گلابی است بلکه کلاً سرمای زمستانه کمتری برای شکستن استراحت نیاز دارد (۴۰۰ تا ۱۰۰۰ ساعت). از این رو هلو در عرض‌های جغرافیایی پایین‌تری از سیب و گلابی کشت می‌شود. کشت هلو در شرایط آب‌وهوایی خیلی گرم و خشک موفق بوده و میوه مرغوبی تولید می‌نماید.
درخت هلو سه نوع شاخهِ ساده، مرکب و کاذب تولید می‌کند. شاخه‌های ساده فقط جوانهٔ رویشی تولید می‌کنند. شاخهٔ مرکب، جوانهٔ رویش و زایشی و شاخهٔ کاذب در طولِ شاخه جوانهٔ زایشی و در نوک جوانهٔ رویشی تولید می‌کند که در هنگام هرس، نوکِ شاخهٔ کاذب حذف می‌شود.
جوانهٔ گل هلو ساده است و در جانب شاخه‌های یک‌ساله تشکیل می‌شود. 

## خواص
هلو مثل تمام میوه‌ها خواص ادرارآور و ملین دارد. گوشت هلو دارای سلولوزهای نرم است و کاملاً هضم می‌شود. هلو میوهٔ نسبتاً کم‌ترشی است. مواد قندی و نشاسته‌ای آن به آسانی هضم می‌شود و معده به راحتی هضم آن را تحمل می‌کند. 
هلو سرشار از انواع ویتامین هاست، به خصوص ویتامین‌های ب۱، ب۲ و آ. 

## انواع
هلو دارای انواع مختلف با گونه‌ها و طعم‌های متفاوت است. از انواعِ مختلف این میوه می‌توان به بلخی، کاردی، زعفرانی (که دارای دو نوع هسته جدا و هسته چسب موجود است و مورد استفاده قرار می‌گیرد)، هلو انجیری، هلو هلندری (که شباهت فریبنده‌ای به زردآلو دارد) نام برد. هلوی بلخی، که بسیار بزرگ و شیرین است، از تولیدش بسیار کاسته شده‌است، زیرا بلافاصله بعد از تماس لک می‌شود و چهرهٔ بدی به خود می‌گیرد. 

## انواع هلو
هلو انواع مختلفی دارد که بیش از ۳۰۰ رقم هلو تنها در آمریکای شمالی رشد می‌کند. 
| نام                     | خصوصیات |
| ----------------------- | --- |
| هلو زرد                 | ین هلو نسبت به هلوهای سفید دارای مزه تند و اسیدی است. |
| هلو سفید                | هلو سفید به خاطر اسیدی بودن کم نسبت به هلوهای زرد شیرینتر است. همچنین، دارای بافت نرم و خوشمزه تری نسبت به هلوهای زرد هستند.                             |
| هلو فریاستون            | هلو فریاستون به دانه نمی‌چسبد و می‌توان آن را با دست جدا کرد. این هلوها نسبت به هلوهای کلینگاستون بزرگتر بوده و آب کمی دارند.                              |
| هلو کلینگ استون         | دارای گوشتی هستند که به دانه چسبیده‌اند. آنها نرمتر، شیرینتر و آبدارتر از هلوهای فریاستون هستند.                                                          |
| هلو انجیری یا هلو کتابی | این نوع هلو در بازارهای کشاورزان و بازارهای تخصصی در ماه‌های ژوئیه و اوت در دسترس می‌باشد.                                                                 |
| شلیل                    | شلیل یا شبرنگ طعم سبکتری داشته و هلوها طعم بیشتری دارند. بر اساس ظاهر، فاقد وجود کرک روی پوست شلیل است، و هستهٔ آن به گوشته نمی‌چسبد و کمتر از هلو آب دارد |
| هَلگ یا اَلگ              | نوعی هلو با رنگ سفید یا زرد که برای تهیه جوز قند استفاده می‌شود.                                                                                          |

## نگهداری
هلو در دمای ۰ درجه سانتیگراد و ۳۲ درجه فارنهایت و رطوبت بالا ذخیره می‌شود. هلو بسیار آسیب‌پذیر است و بعد از برداشت در عرض دو هفته باید به کنسرو تبدیل شود یا استفاده شود. 
هلو از نظر اقلیمی میوه‌ای است که پس از برداشت هم همچنان به رشد میوه‌ها ادامه داده‌است. 

### کنه‌ها
کنه قرمز اروپا یا زرد در درختان هلو یافت می‌شود. 

### آفات
درختان هلو مستعد آفاتی همچون حلقهٔ برگ هستند؛ که معمولاً به‌طور مستقیم روی میوه تأثیر نمی‌گذارد اما از رشد درخت جلوگیری می‌کند چندین دارو می‌تواند با این آفت مقابله کند. از جمله مخلوط بردو که از نوعی قارچ گرفته می‌شود و سایر افت‌کش‌ها که از عناصر مس ساخته می‌شوند این میوه مستعدِ پوسیدگی یا قهوه‌ای یا قرمز است.

## نگارخانه

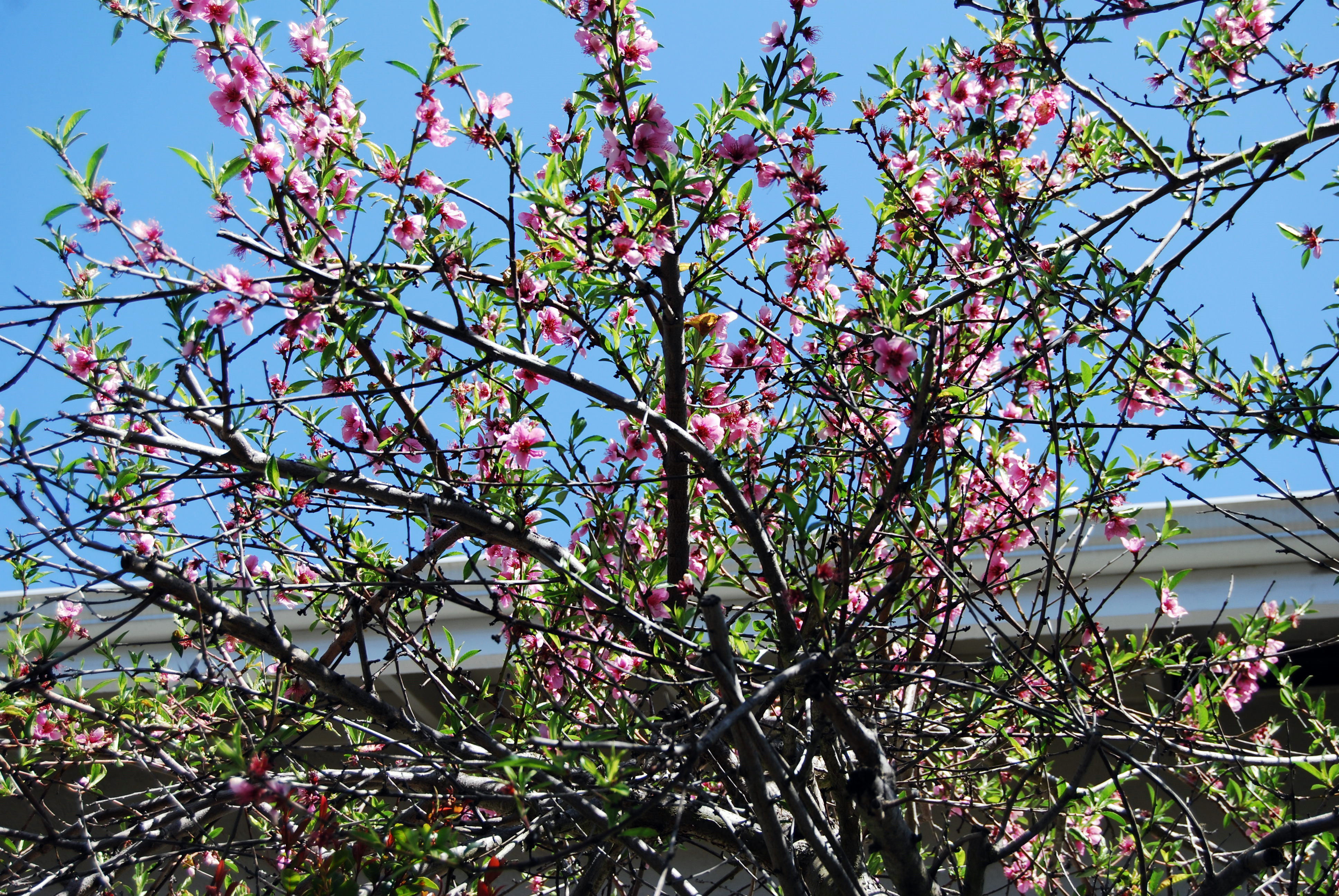
درخت هلو شکوفه داده
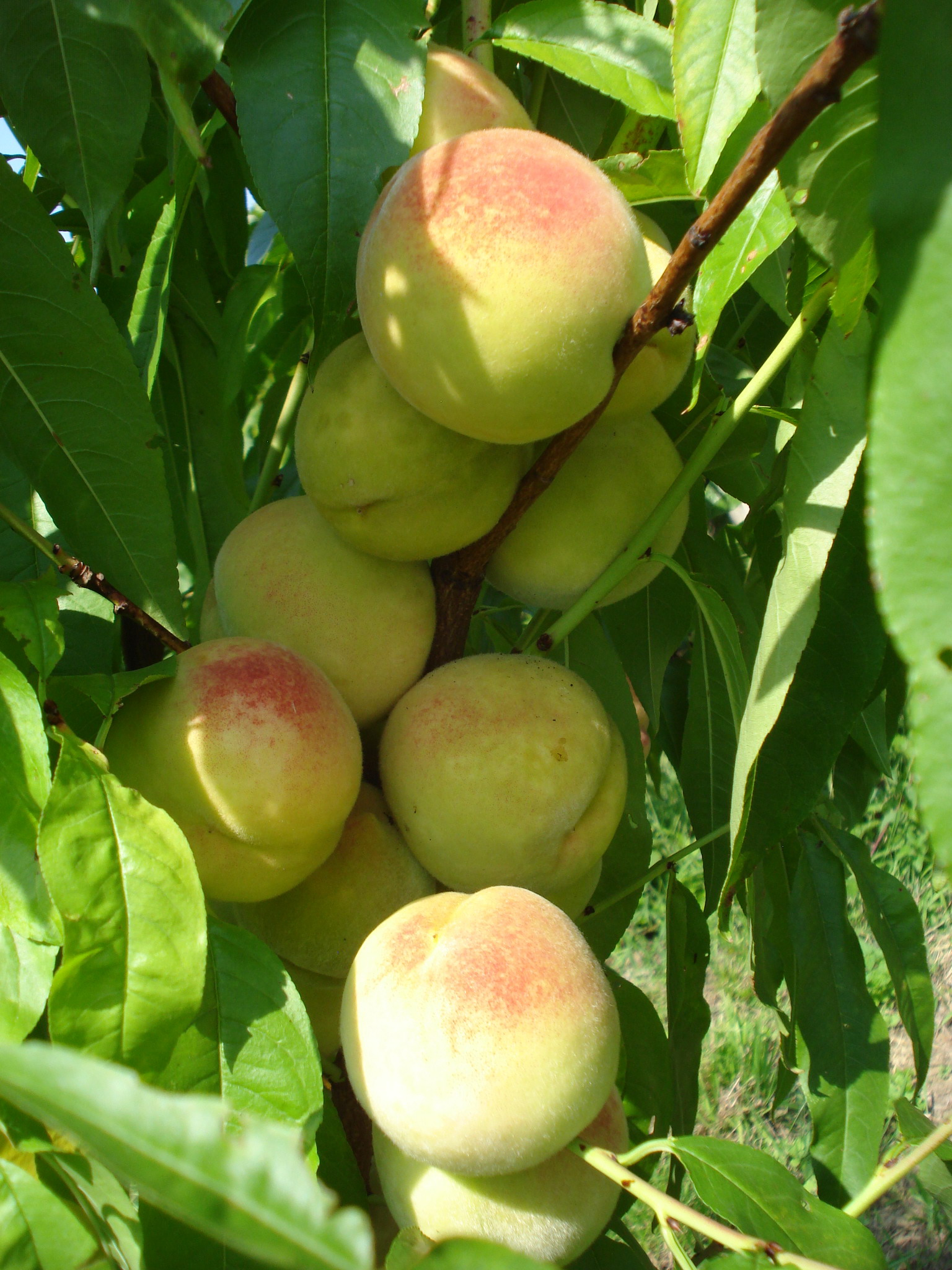
هلوهای رسیده روی شاخه
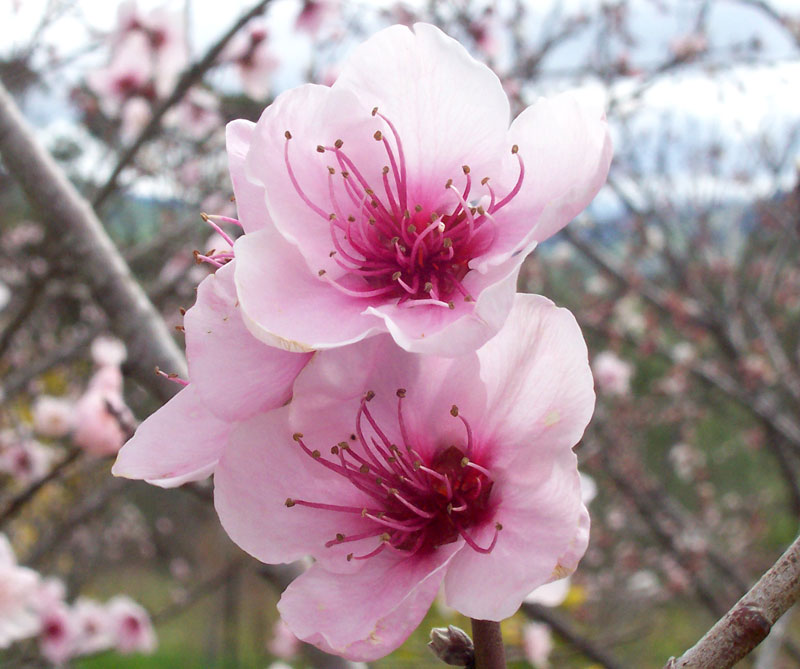
شکوفه‌های هلو
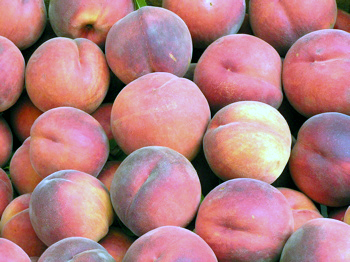
هلوهای چیده شده
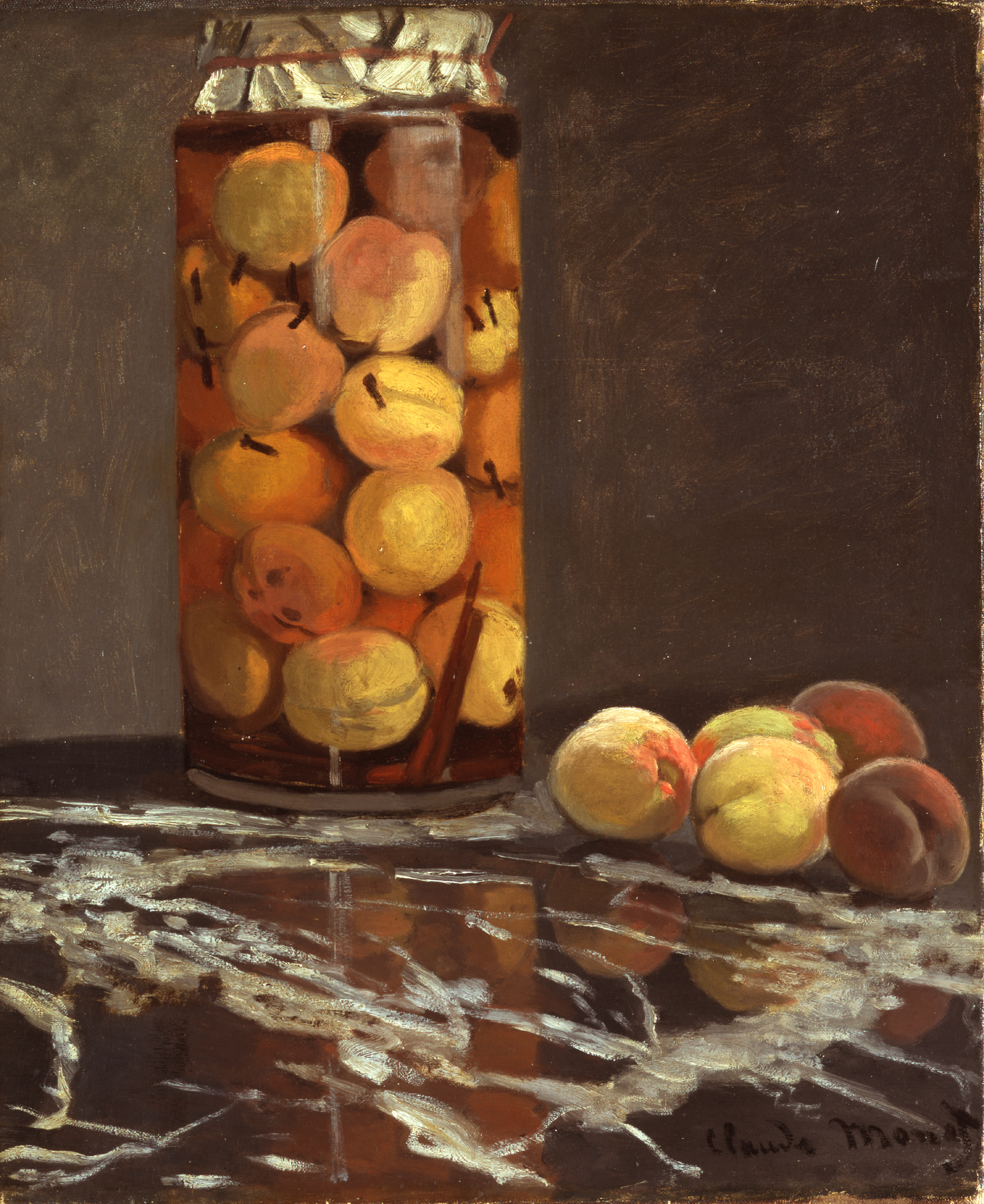
نقاشی از کلود مونه: ظرفی پر از هلو
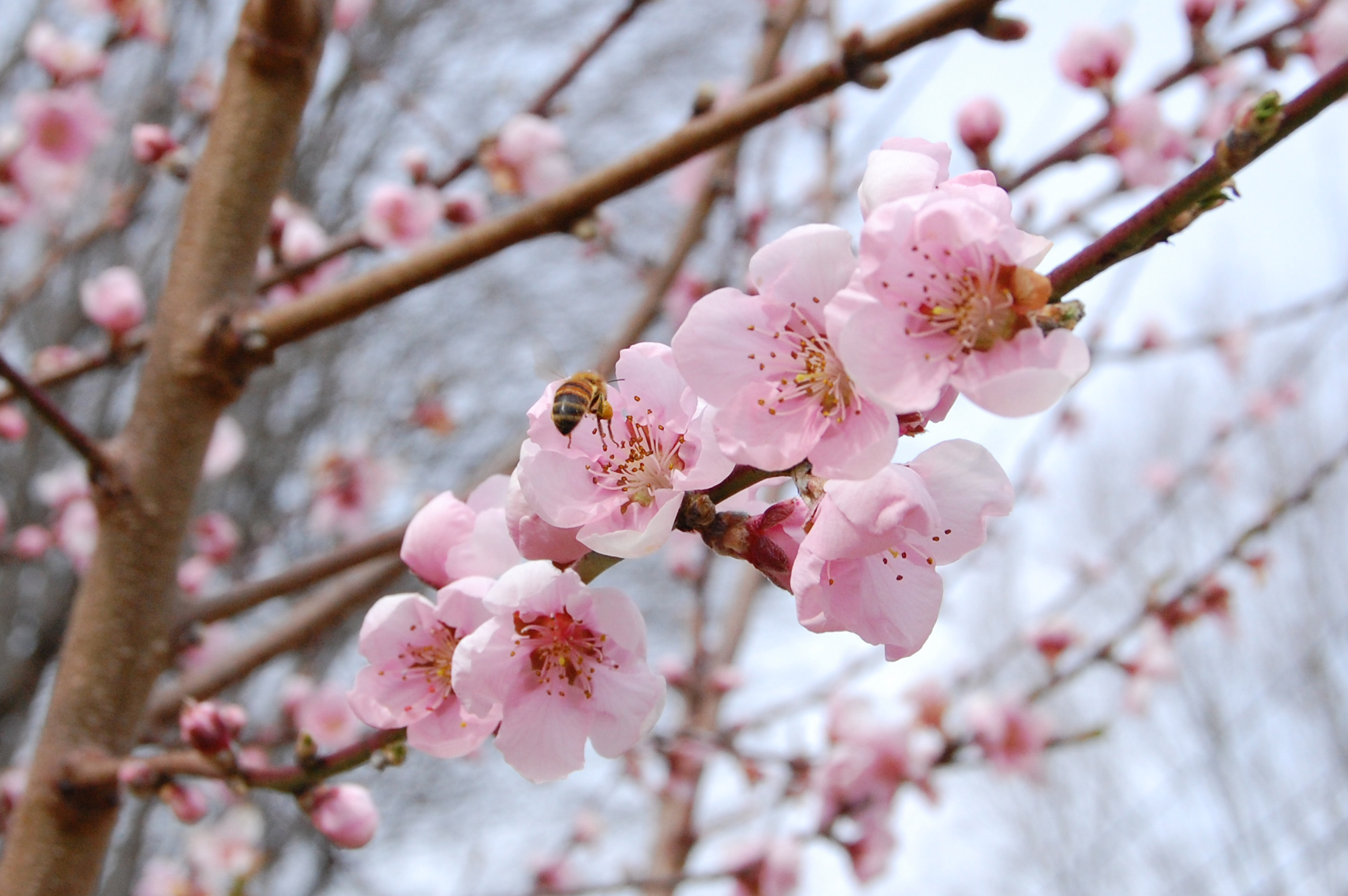
شکوفه‌های هلو و یک زنبور